# Зелёный Шершень (фильм, 2006)
Зелёный Шершень (англ. The Green Hornet) — французский короткометражный фильм 2006 года, основанный на персонаже Зелёный Шершень, созданный Джорджом Трендлом и Фрэном Страйкером.

## Сюжет
«Зеленый шершень» пытается доказать свою невиновность, захватив преступника; в то время как его отслеживают, Зеленый Шершень попадает в засаду, а Зелёный Шершень и Като должны отбиваться от головорезов и доказать свою невиновность.

## В ролях
| Актёр      | Роль            |
| ---------- | --------------- |
| Ману Ланци | Зелёный Шершень |
| Патрик Во  | Като            |